# Porsche 924
O Porsche 924 foi um automóvel desportivo de duas portas produzido pela Porsche para substituir o 914. A configuração de motor dianteiro e tração traseira utilizada no modelo era atípica para a Porsche que usualmente produzia modelos de motor central ou traseiro.

## História

### Projeto EA425

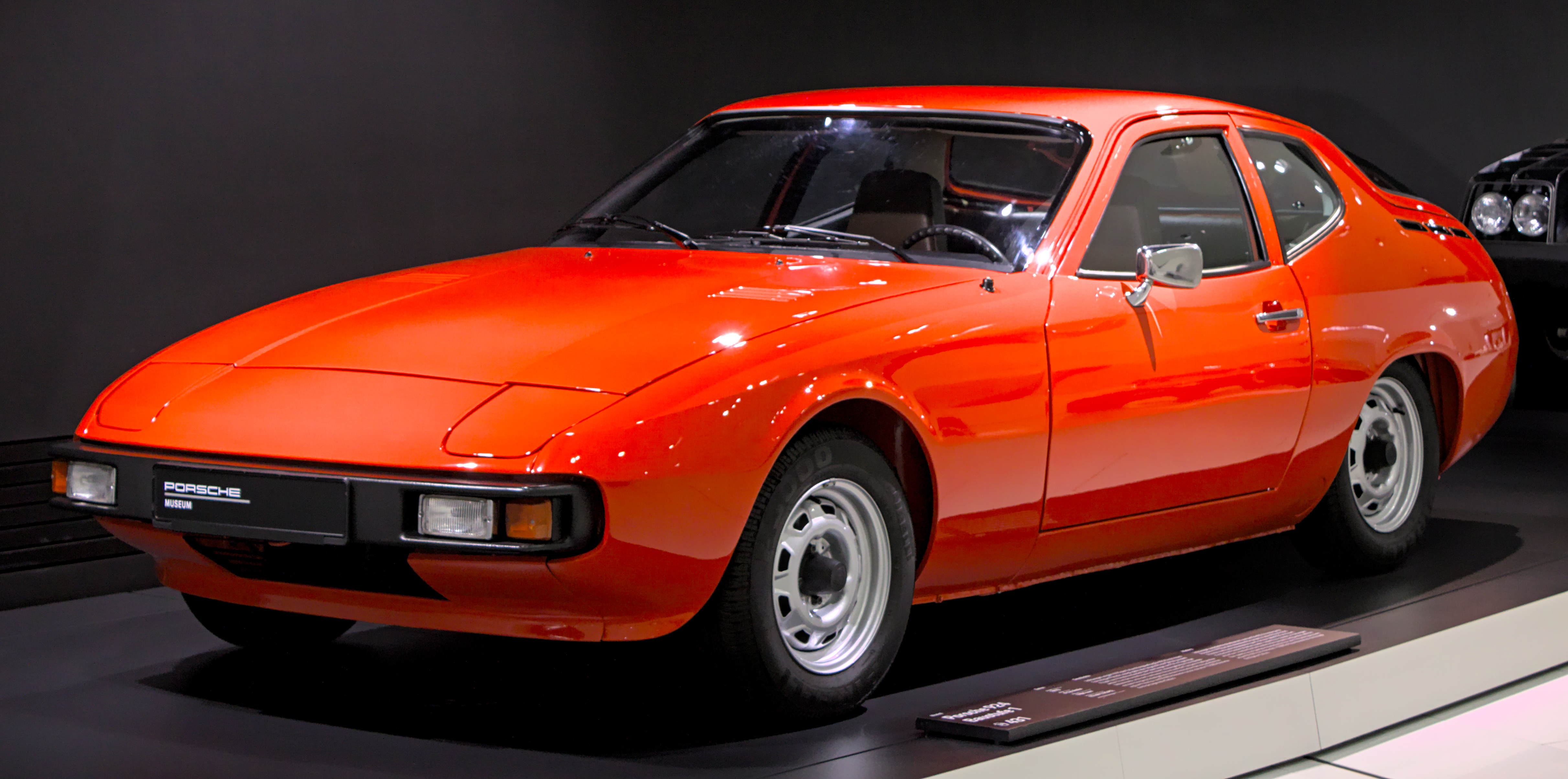
O protótipo original EA 425, apresentado em 1974, em exposição no Museu Porsche.

Durante sua gestão da filial brasileira da Volkswagen, o engenheiro Rudolf Leiding incentivou a criação de um modelo esportivo desenvolvido localmente. O projeto resultou no Volkswagen SP2, apresentado na Alemanha em 1971. Em 1 de outubro daquele ano, Leiding foi nomeado presidente do grupo Volkswagen. Uma de suas primeiras ações foi iniciar o projeto EA425 para a joint-venture Volkswagen-Porsche. O EA 425 tinha por objetivo substituir o modelo 914.
No ano seguinte a Volkswagen encontrava-se em dificuldades financeiras. Ao mesmo tempo em que investia em na nova fábrica de Salzgitter, quatro de seus cinco novos modelos relançados naquela época (NSU Ro 80, Porsche 914, VW 411 e p K70) encontravam-se com vendas abaixo do necessário para justificar sua fabricação. A Crise petrolífera de 1973 e o alto custo de desenvolvimento de novos modelos (EA-425, Typ 17 Typ 53 e a nova versão do Audi 100) agravaram a crise da Volkswagen. Em fins de 1973 surgiram os primeiros rumores sobre o fim do Empreendimento conjunto Volks-Porsche. Após anunciar perdas de 800 milhões de marcos em 1974, a liderança de Leiding passou a ser questionada, culminando com sua renuncia da presidência da Volkswagen em fevereiro de 1975. Em seu lugar assumiu Toni Schmücker.
Uma das primeiras decisões de Schmücker à frente da Volkswagen foi cancelar o empreendimento Volks-Porsche e intitular o Volkswagen Scirocco como o novo modelo esportivo da empresa. Após negociações, a Volkswagen resolveu vender o projeto e seu protótipo concluído em 1974 à Porsche por 100 milhões de marcos. Foi um dos modelos mais bem vendidos da Porsche.

### Projeto 924

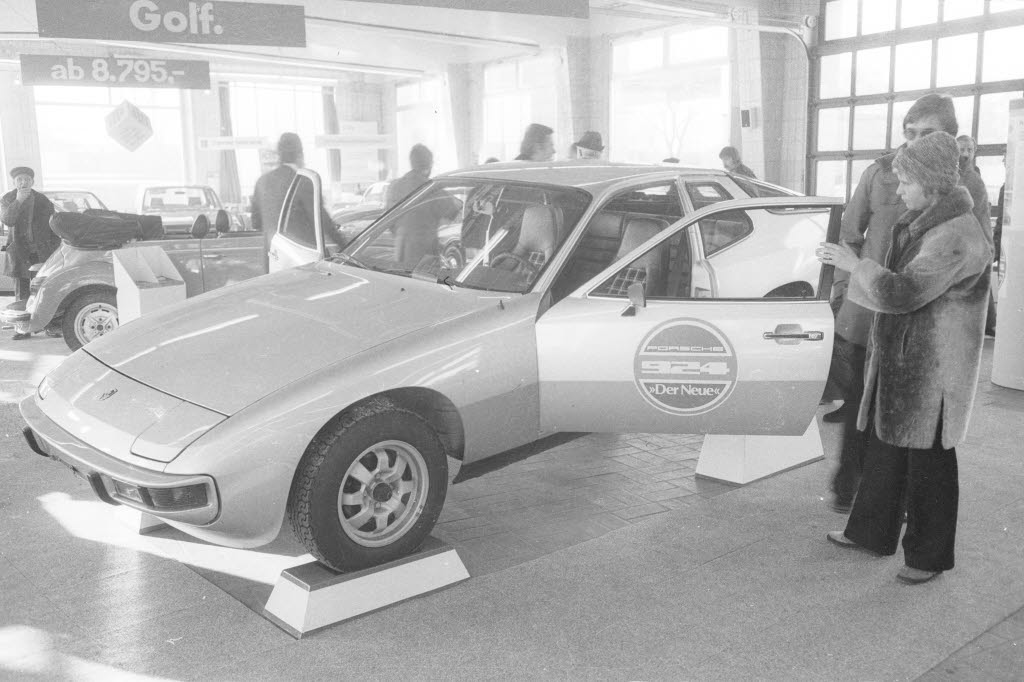
Apresentação do Porsche 924 em uma concessionária na Alemanha, fevereiro de 1976.

Com o fim da Volks-Porsche, o modelo 914 deixou de ser produzido e prejudicou a Porsche (que perdeu momentaneamente seu modelo de entrada nos EUA). Assim, após adquirir o projeto EA-425, a Porsche teve de concluir seu desenvolvimento e previu lançar o novo modelo 924 para o final dos anos 1970, quando a empresa teria condições financeiras de abrir uma nova linha de produção. Ao mesmo tempo, em crise, a Volkswagen anunciou o fechamento de fábricas na Alemanha e a demissão de 25 mil funcionários. Uma das fábricas planejadas para fechamento foi a antiga fábrica da NSU em Neckarsulm. Após protestos dos trabalhadores da fábrica em abril de 1975, seu fechamento foi cancelado (embora a fábrica tivesse apenas um único turno de trabalho naquele momento).
A fábrica semi-ociosa de Neckarsulm acabou sendo utilizada pela Porsche para a fabricação do modelo 924, através de um acordo com a Volkswagen. Dessa forma seu lançamento foi marcado para 1976. A Porsche estudou o protótipo EA-425 e encarregou o designer Harm Lagaay de redesenhar o modelo. O novo 924 foi apresentado na região da Camarga em novembro de 1975, numa apresentação mais simples e diferente das anteriores (onde os novos Porsches eram apresentados em salões de automóveis).

### Teste de durabilidade
Em abril de 1976 a Porsche contratou os pilotos Rudi Lins e Gerhard Plattner para realizar uma volta ao mundo em 30 dias utilizando um Porsche 924. Eles percorreram cerca de quarenta mil quilômetros, passando por quinze países, enfrentando temperaturas extremas (como -49 graus no Círculo Polar Ártico) e concluíram a volta em 28 dias. Durante a "volta", o 924 apresentou apenas um único defeito em um amortecedor.